# گارا
گارا (به ژاپنی: 我愛羅 Gaara) یک شخصیت خیالی در مجموعه مانگا و انیمه‌ي ناروتو است که توسط ماساشی کیشیموتو خلق شده‌ است. گارا، کوچک‌ترین فرزند کازه‌کاگه چهارم است و تماری و کانکورو به ترتیب خواهر و برادر بزرگ‌تر او هستند. او به عنوان گارا از صحرا شناخته می‌شود که در زبان ژاپنی اصیل ساباکو به معنی آبشار شنی است، البته معنی بیابان هم می‌دهد. گارا در رأی‌گیری شونن جامپ معمولاً در میان ده نفر اول انیمه است.

## زندگی
قبل از تولد گارا سوناگاکوره متوجه می‌شود که کمبود درآمد باعث مشکلی جدی در دهکده خواهد شد. در نتیجه‌ي این امر، کازه‌کاگه ی چهارم (پدر گارا) به چیو دستور می‌دهد که نشان شوکاکو-یک دم را بر گارا بزنند، در حین تولد گارا امید می‌رود او بدل به اسلحه‌ی نهایی دهکده شود به همین خاطر یک قربانی نیاز است که از مادر گارا کارورا استفاده می‌شود. کارورا قبل از مرگ سوناگاکوره را نفرین می‌کند به این امید که گارا انتقام او را بگیرد. گارا در دور چشمانش حلقه‌ای تیره دارد که شبیه چشمان شوکاکو است، این حلقه‌ها باعث بی خوابی او می‌شوند.
گارا توسط پدرش آموزش دیده بود اما بیشتر توسط دایی اش یاشامارو بزرگ شده بود. به خاطر قدرت شوکاکو مردم سوناگاکوره از گارا نفرت و ترس داشتند و او را دیوی می‌دیدند که نشانی بر پیشانی دارد. برای مدتی تنها یاشامارو مراقب او بود؛ وقتی گارا از روی اشتباه و به واسطه قدرت فراوانی که از طرف شوکاکو به او منتقل شده بود به دیگران صدمه می‌زد تنها یاشامارو بود که می‌فهمید گارا از روی قصد به دیگران صدمه نمی‌زند. اما پدر گارا او را به این خوبی نمی‌دید و حمله‌های گاه به گاه او به روستاییان را تهدیدی برای دهکده قلمداد می‌کرد.
به خاطر خطر گارا کازه‌کاگه از یاشامارو خواست که او را بکشد. بنابراین یاشامورا تصمیم به کشتن گارا گرفت اما توانایی بی‌نهایت گارا به راحتی او را درهم شکست. اگرچه گارا حمله او را در مقابل کازه کاگه انکار کرد اما یاشامارو حرف او را تصحیح کرد و گفت از روی میل و اشتیاق این کار را کرده‌است و هیچ وقت گارا را دوست نداشته‌است. یاشامارو برای انتقام مرگ خواهر بزرگ‌ترش می‌خواست گارا را بکشد. یاشاماروا در آخرین تلاش برای کشتن گارا تعداد زیادی از برچسب‌های انفجاری را به خود بست و گفت این دیگر پایان کار است. اما گارا زنده ماند بدون این که حتی آسیبی ببیند و تنها کسی را که گمان می‌کرد دوستش دارد از دست داد. از سن شش تا دوازده سالگی گارا با قاتلین زیادی مواجه شد که همه آن‌ها را پدرش برای کشتن او فرستاده بود، اما گارا به راحتی همه آن‌ها را مغلوب کرد.
بعد از اینکه گارا کازه کاگه شد و با پدرش که دوباره احیا شده بود در حال جنگ بود پدرش به او گفت که بابت تمام کارهایش پشیمان است و تمام حرف‌هایی که یاشامارو آن شب به او زد دروغ بوده و پدرش از او خواسته بود که به گارا حمله کند و به او بگوید که هم مادر گارا و هم یاشامارو دوستش نداشتند و از او نفرت داشتند در حالی که مادر او عاشق گارا بود و حتی وقتی که از دنیا رفت هم به مراقبت از گارا ادامه داد و اراده او باعث شد که شن‌ها از گارا محافظت کند و یاشامارو مجبور بود به او دروغ بگوید و یاشامارو هم واقعا گارا را دوست داشت.گارا وقتی این ها را از پدرش شنید تعجب کرد و همچنین بسیار خوشحال شد و در همان زمان به  پدرش گفت که او را هم دوست دارد و پدرش را با قدرتش شکست داد. پدر گارا وقتی به دست او در حال مرگ بود به او گفت «تو خیلی وقت است که از من فراتر رفته‌ای دهکده را به تو میسپارم» و در همین زمان کشته شد.

## شخصیت
در حالی که گارا در ابتدا همواره تلاش می‌کرد تا با دیگران دوست باشد در عین حال که از آن‌ها می‌ترسید، اعمال و رفتار یاشامارو او را تغییر داد. گارا فکر می‌کرد هیچ کس او را دوست ندارد به همین دلیل با قدرت شن خود نشان کانجی 愛 (عشق) را بر روی پیشانی خود حک کرد، به این نشان که هیچ کس یک دیو را دوست ندارد. او احساسات خود را از دست داد و لذت را در کشتن کسانی دید که برای کشتن او فرستاده شده بودند.
بی خوابی گارا در اثر این ترس بود که تصور می‌کرد اگر بخوابد دیو درونش تمام شخصیتش را می‌خورد. بالاخره بعد از مدتی پدر گارا از او سپاسگزاری کرد و خواست که از او استفاده کند چون فکر می‌کرد او اسلحه مفیدی برای دهکده‌ است.
بعد از اینکه گارا به عنوان اسلحه‌ی دهکده منصب شد در همان آغاز، وارد آزمون چونین شد که در دهکده کونوها برگزار می‌شد، تا در حملات احتمالی دهکده نقشی کلیدی را بازی کند. در حالی که او فرصت کشتن بیشتر را در مراحل اولیه آزمون به دست آورده بود در مقابل راک لی به مشکل برخورد. لی با قدرت و سرعت زیاد خود توانست بر بسیاری از دفاع‌های گارا غلبه کند و اولین کسی باشد که توانسته بود به گارا ضربه‌ای بزند. اما شن های گارا سرانجام دست و پای چپ لی را گرفت و به شدت به لی صدمه زد، ولی مبارزه قبل از رسیدن آسیب بیشتر به لی متوقف شد. در نتیجه این مبارزه در آرمان های گارا تغییر عمده‌ای رخ داد و آن این بود که بیشتر از این که همه را بکشد آن‌هایی را بکشد که قدرت مقابله در برابر او را دارند و شروع به جستجوی یک حریف قوی کرد.
آرزوی او به زودی برآورده شد و در مسابقات نهایی آزمون با ساسوکه اوچیها روبرو شد. ساسوکه توانست ضربه شدیدی به شانه گارا بزند در ادامه ساسوکه توانست ضربه‌های دیگری به گارا بزند. علی‌رغم این عقب نشینی‌ها، گارا اشتیاق خود برای کشتن ساسوکه را تقویت کرد و به سرعت به نبرد برگشت و به شکل شوکاکو که او را شکست ناپذیر می‌کرد تغییر حالت داد. هنگامی که ساسوکه دیگر از نبرد با گارا عاجز ماند، ناروتو برای نجات ساسوکه می‌رسد. ناروتو که برای نجات دوستش از دست گارا وارد میدان می‌شود سرانجام موفق می‌شود گارا را شکست دهد. گارا متوجه می‌شود که ناروتو برعکس او که مایل به کشتن است آرزو دارد که از دیگران حمایت کند. به این ترتیب گارا آرمان‌های قبلی خود را به دست فراموشی می‌سپارد و این فهم را حاصل می‌کند که باید مراقب دیگران باشد، و اولین نشانه این تغییر این است که به سمت تماری و کانکورو می‌رود و از رفتار خود با آن‌ها عذر خواهی می‌کند.
تغییر منش او اولین بار در کمک به راک لی دیده می‌شود که برای بازیافتن ساسوکه راهی شده بود. گارا که می‌بیند لی در آخرین حمله خود صدمه دیده‌است او را از حمله باز می‌دارد تا آسیب بیشتری به خود نزند و در ادامه نبرد خودش وارد مبارزه می‌شود. تغییر شخصیت گارا دوباره نیز در داستان دیده می‌شود و آن جایی است که گارا با ماتسوری مواجه می‌شود و سعی می‌کند به او آموزش دهد و در جایی که او دزدیده می‌شود با کمک برادر و خواهرش و نینجاهای کونوها به دنبالش می‌رود و سرانجام نیز او را نجات می‌دهد.
در طول داستان شخصیت گارا به شدت به سمت یک شخصیت عالی حرکت می‌کند. در حالی که او قبلاً اعمالی وحشیانه نسبت به خواهر و برادرش نشان می‌داد (تا حدی که هردوی آن‌ها از او می‌ترسیدند)، حالا به شخصیتی بلندنظر تبدیل می‌شود تا آنجایی که با کانکورو درباره مشکلات و آرزوهایش صحبت می‌کند. در نتیجه، گارا به مقام کازه‌کاگه پنجم می‌رسد و مردم، به ویژه زنان دهکده نیز، او را همواره تحسین می‌کنند. اما سونیت بزرگان دهکده به او همچنان باقی می‌ماند.

## توانایی‌ها
گارا به عنوان میزبان شوگاکو دارای قدرت استفاده از شن است. میزان استفاده او از شن هیچ حد و اندازه‌ای ندارد. گارا می‌تواند از هر شنی بر روی زمین که خیس نباشد به عنوان اسلحه استفاده کند. او بر پشت خود یک کدوی قلیانی حمل می‌کند که با آن قادر است خودش شن بسازد.
در طول جنگ گارا کمتر حرکت می‌کند، او غالباً از شن‌های خود استفاده می‌کند و به ندرت از تایجوتسو استفاده می‌کند. گارا در ابتدای نبرد از تابوت شنی استفاده می‌کند تا حریفش را بگیرد، بی‌حرکت و سپس خفه‌اش کند. وقتی حریفش را به دست آورد حریفش را زیر شن دفن می‌کند تا با فشردن او زیر شن به شدت از بین برد. بالاخره او قادر است که قدرت حمله‌های خود را تا بی‌نهایت افزایش دهد. اگر این حمله او ناموفق شد گارا از زندان دفن شن استفاده می‌کند و زمین زیر حریفش را شل کرده و حریف در آن فرو می‌رود و گارا می‌گذارد که او صدها متر در زمین فرو رود تا هیچ حرکتی نتواند بکند.
دفاع گارا به وسیله سپر شنی است، این سپر شنی به‌طور خودکار به کار می‌افتد و از او در مقابل خطرات حمایت می‌کند چه او بخواهد و چه نخواهد. سلاح دیگر گارا برای دفاع شن مسلح است. علاوه بر این راه‌های تهاجمی و دفاعی راه‌های متعدد حمله دیگری هم دارد که در استفاده از آن‌ها هیچ محدودیتی ندارد. با مشابه‌سازی شنی از خودش می‌تواند متحدی را در مبارزه برای خود ایجاد کند و به این وسیله هم در جنگیدن از او استفاده کند یا تنها برای پرت کردن حواس دشمن تا زمان بخرد. برخلاف سایر مشابه سازی‌ها، مشابه شنی گارا هرگز از بین نمی‌رود و شکل خود را حفظ می‌کند. باران شنی دیگر تکنیک گارا است و از طریق آن بر سر حریف خود با سرعت زیاد باران شن ببارد.

## معادل‌های ژاپنی
1. ↑  Sabaku 砂瀑»
2. ↑  砂縛柩، Sabaku Kyū?، English «Sand Coffin»
3. ↑  砂漠送葬، Sabaku Sōsō?، English «Sand Burial»
4. ↑  獄砂埋葬، Gokusamaisō»
5. ↑  砂の盾، Suna no Tate?»
6. ↑  砂漠牢، Sabaku Rō»
7. ↑  砂分身، Suna Bunshin»
8. ↑  砂時雨، Suna Shigure»